# Cyprus Government Railway
El Ferrocarril Estatal Chipriota (CGR) fue un ramal que estuvo operativo entre los años 1905 y 1951 que luego de su cierre mantuvo un tramo hasta la guerra de 1974 operado por la Cyprus Mines Corporation. Corría en sentido Este - Oeste uniendo la capital con el principal puerto de la isla, el aeropuerto internacional y los pies de los montes Troodos. El principal determinante para su construcción fue de índole militar. Tuvo un importante desempeño durante la Segunda Guerra Mundial, trasladando tropas y equipamientos, período en que fue bombardeado por al aviación del Eje.

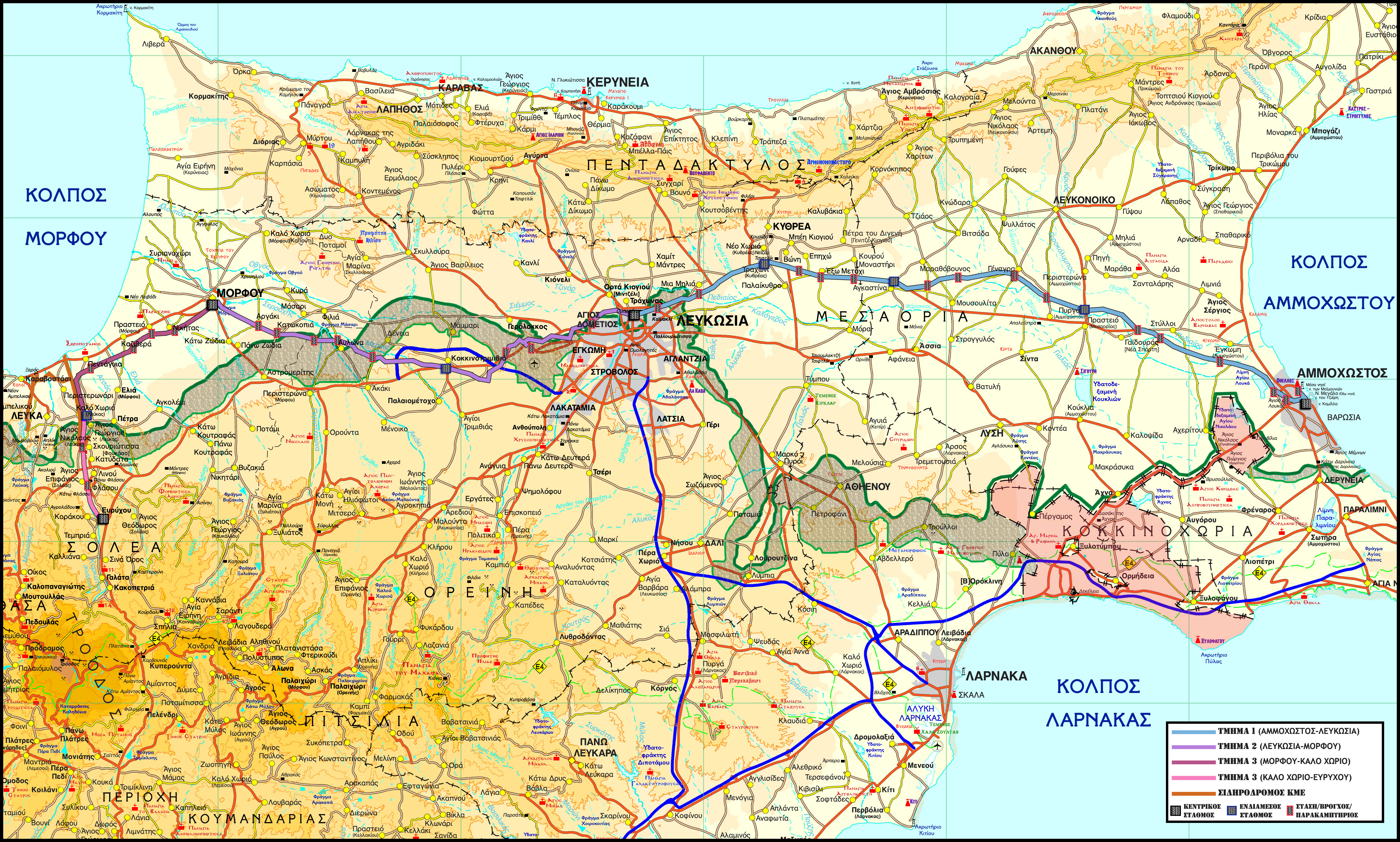
Traza del CGR.

La construcción de la primera sección del CGR, de 59 km entre(Famagusta y Nicosia), se inició en abril de 1904 y se abrió en octubre de 1905. Para diciembre de 1907, se completa una extensión de 43 km hasta Morphou, al oeste de Nicosia. En junio de 1915, se completó una nueva prolongación de 22,4 km a Evrychou que facilitó el desarrollo de las minas de cobre en Skouriotissa. El mineral, más tarde, será enviado a través de un ramal de 6 km, completado en 1920 y construido a partir de Pendayia, hacia un nuevo embarcadero en Karavostasi.

## Generalidades
Desde Famagusta salían dos trenes diarios. El de la mañana salía a las 8:35 AM llegando a Nicosia a las 10:37 AM y a Morphou  dos horas después recorriendo los 38 km que restan. 
El combustible empleado en las locomotoras era carbón proveniente de Inglaterra que era desembarcado en los muelles de Famagusta y leña extraída en los bosques de Troodos. El agua para las locomotoras tenía que ser procesada químicamente a fin de no dañar las calderas de las máquinas.  Toda la iluminación se realizaba con lámparas de acetileno. Las vías tenían un ancho de vía estándar, los durmientes eran de madera local.
El problema principal era el mantenimiento de los puentes puesto que los ríos en Chipre son lechos secos e inofensivos en verano, pero en invierno sus torrentes veces dañar los puentes. 
También fue empleado para el transporte de correspondencia.

## Historia
Al poco de iniciarse la administración británica de la isla (1878), surgió la idea de construir un ferrocarril de 99,03 cm de trocha que apoyara dicha administración. Sir George Elliot realizó los estudios a su costa. Uniría Famagusta con Lárnaca y Nicosia, con desvíos a Kythrea y Karavostasi.
Debido a lo costoso de llevar a cabo el plan propuesto, este fue dejado de lado al poco tiempo. En la década del 80 el esquema del plan de Elliot fue retomado pero nuevamente se desvaneció.
En 1891, Mr Provand, miembro del parlamento, sugirió un sistema de 76,2 cm que uniera Lárnaca con Nicosia, con ramificaciones a Kythrea y Koulia a los efectos de poder recolectar la mayor cantidad de producción posible. Los fondos estaban muy alejados de las posibilidades de Chipre, por lo que se sugirieron distintas formas de financiamiento. 
Se le ordenó al Tte (Royal Engeneers) Pritchard examinar el estudio de Elliot, publicando en marzo de 1899 un informe por el que estaba de acuerdo con él agregando que debía salir desde Nicosia hacia Morphou y luego a Karavostasi pero con una trocha de 106,68 cm En agosto, el Parlamento Británico propuso un préstamo para construir 60,35 km de la trocha de 106,68 cm para conectar el puerto de Famagusta con Nicosia con fondos adicionales de una fundación. 
Como resumen se puede decir que diez proyectos tuvieron lugar entre 1878 y 1903 para instalar la línea, con diferentes trochas y largos. En todas las propuestas se analizó como punto de partida a Larnaca pero ya existiendo una ruta que unía a ese puerto con Nicosía por lo que se terminó decidiendo por el otro puerto mayor que era Famagusta. Los proyectos fueron:
| Autoridad                                 | Fecha   | Enlaces                                               | Distancia | Trocha    | Costo presupuestado                                    |
| ----------------------------------------- | ------- | ----------------------------------------------------- | --------- | --------- | ------------------------------------------------------ |
| Sir George Elliot                         | 1878-79 | Nicosia / Larnaca / (Famagusta)                       | 58.74 km  | 990.6 mm  | £120-130.000 - (con la extensión a Famagusta £210.000) |
| Idem                                      | Idem    | Karavostasi / Nicosia / Famagusta / Kythrea / Larnaca | 210.42 km | 990.6 mm  | £430.000                                               |
| Señor Provand                             | 1891-97 | Nicosia / Larnaca                                     | 64.37 km  | 762 mm    | £120.000                                               |
| Señor Cunningham para el Alto Comisionado | 1897    | Idem                                                  | 59.54 km  | Idem      | £70.000                                                |
| Tte (Ej Británico) H.L. Pritchard DSO, RE | 1899    | Nicosia / Karavostasi                                 | 54.71 km  | 1066.8 mm | £80.587                                                |
| Idem                                      | Idem    | Nicosia / Famagusta / Larnaca                         | 98.16 km  | Idem      | £177.070                                               |
| CO Despacho Nro 154                       | 1899    | Nicosia / Famagusta                                   | 59.54 km  | Idem      | £130.000                                               |
| Señor Bellamy, Director de Obras Públicas | 1902    | Karavostasi / Nicosia / Famagusta / Larnaca           | 193.12 km | 749.3 mm  | £144.000                                               |
| Señor Collett                             | Idem    | Idem                                                  | 160.93 km | IDem      | £120.000                                               |
| Alto Comisionado en Despacho Nro 150      | Idem    | Karavostasi / Famagusta / Larnaca                     | 193.12 km | Idem      | £125.000                                               |

En abril de 1903, ante la falta de respuesta por parte de la Oficina de las Colonias, la Administración de Chipre solicitó autorización para comprar sobrantes de material ferroviario a Egipto. Esto motivó a agentes para la Corona para la Colonia enviar al ingeniero Frederik Shelford a inspeccionar lo que se ofrecía. Luego de arribar a la isla, sugirió que la trocha debía ser de 76,2 cm, se debía incorporar la estación Troodos y evitar el enlace con Larnaca. En noviembre de 1903, el Gobierno Británico estuvo de acuerdo con lo propuesto por Shelford y señaló que se debía construir hasta que alcance el dinero. 
En noviembre de 1903 comenzó la construcción, que durará dos años, empleando la primera locomotora importada (la Nro 1) 0-6-0T construido por Hunslet Engine Company. La línea Famagusta - Morphou comenzó a operar en junio de 1905 que luego se extenderá a Evrychou.
Durante los disturbios por la Enosis de 1931, se hicieron algunos intentos inutilizar las vías ya que era considerado como un símbolo del dominio británico destruyendo 110 metros de vías. 
La Cyprus Mines Corporation utilizaba la CGR para el transporte de mineral de amianto, cobre y cromo a los muelles Famagusta hasta que se desarrollaron las instalaciones portuarias en Xeros y Karavostasi. A partir de la década del 20, operaba trenes con carga desde sus minas en Skouriotissa hasta la planta de procesamiento en Xeros y luego hasta el embarcadero.

### Elección del trazado
La elección de la ruta ferroviaria originó diversos argumentos difíciles de ponderar. Estos se basaron en tres cuestiones principales. En primer lugar, las autoridades británicas se estaban centrando en la importancia de una ruta que conecte con un puerto. Las perspectivas económicas y sociales y los caminos existentes en la isla fueron los otros temas básicos. 
Cabe señalar que, si bien tanto las empresas privadas y así como las autoridades públicas ofrecen una serie de proyectos para el Ministerio de las colonias británicas, no fue muy fácil decidir sobre el establecimiento de un ferrocarril en la isla, por lo tanto que el sueño se materializó solo después de 25 años de desembarco británico en la isla. 
Durante finales del siglo XIX, había dos puertos de Chipre. Uno de ellos era Larnaca, que era más funcional y activo a pesar de su escasez de infraestructura. Tanto los Otomanos como los británicos llevaron a cabo la importación y exportación a través de las instalaciones del puerto de Larnaca. Sin embargo, debido a la existencia de un camino entre Larnaca y Nicosia a pesar de que necesita mantenimiento y a que la capacidad del puerto de Larnaca no era suficiente para almacenar y proteger los cargamentos, el argumento sobre la conexión de la vía férrea y el puerto de Larnaca fue rechazado y luego se decidió para conectarlo con el puerto de Famagusta, que se encuentra en la costa oriental de Chipre. Esta fue la razón principal por la que dieron un comienzo a la red de ferrocarril desde el puerto de Famagusta. Está bastante claro que la mentalidad británica considera un ferrocarril conectado con un puerto; por lo tanto el ferrocarril apoyaría las actividades de importación y exportación del país y crearía un contexto más factible con respecto a la economía. 
En el inicio de 1900, se celebraron debates en el Parlamento británico, y muchas cartas fueron intercambiados entre el Gobierno del Reino Unido y de la Administración de Chipre, hasta Frederick Shelford emprendió un estudio de viabilidad para la construcción de una línea de ferrocarril y lo presentó el 15 de julio de 1903.
La idea básica del proyecto de Shelford era que el ferrocarril debe ser directamente conectada con un puerto para apoyar las posibilidades de importación y exportación del país y los servicios militares. Por lo tanto, el proyecto se inicia desde el puerto de Famagusta e iría hacia el oeste de la isla, 112,65 kilómetros, donde la primera milla (1,6 km) se encontraba en los límites del puerto. 
En un principio, la ruta iba a comenzar desde el puerto de Famagusta y finalizaría en Karavostasi en el oeste, atravesando la llanura de Mesaoria para llegar a Nicosia y luego Morfou con un costo total estimado de 141.526 Libras inglesas. Pero al final, debido a la presencia de la Cyprus Mines Corporation (CMC) en el área de Karyotis, se proyectó una extensión de un tren cremallera a través de las montañas de Troodos, en el sur hasta la Estación Evrychou en la elevación de 387 metros.

### Impacto del ferrocarril en la vida de Chipre
El ferrocarril era, tanto en lo económico como en lo social, una importante contribución para Chipre. Algunos de sus efectos fueron:
- En general, el transporte ferroviario es bastante barato, económico y seguro, allí la principal contribución.
- Las estaciones de ferrocarril se transformaron, con frecuencia, en un mercado o una sala de negocios.
- Independientemente del hecho de que la población de Chipre varió entre 248.000 en 1905 y 492.000 en 1951, el sistema ferroviario llevó a casi 7.349 millones de personas y 3,2 millones de toneladas de mercaderías además de activar el turismo interno.
- El desarrollo y la modernización de las instalaciones del puerto de Famagusta por parte del ferrocarril, tuvieron un papel importante en el aumento del número de turistas entrantes por mar. En algunos períodos, los porcentajes de los pasajeros es casi igual entre locales y extranjeros, en su mayoría egipcios y franceses. Por esta razón, el desarrollo del ferrocarril no mejoró solo el turismo interno, sino también el turismo externo.
- La conexión y la relación entre el ferrocarril y el puerto de Famagusta influyeron positivamente en el comercio interior y el internacional. Igual que en lo turístico, los productos industriales pueden entrar desde el puerto y pudieron distribuirse por toda la isla. Paralelamente, los productos agrícolas locales, como los cítricos de la región de Morfou y la madera de Troodos, podían exportarse sin problemas a través de puerto. Lo mismo con los cereales de la llanura de Mesaoria que pudieron ser distribuidos en la isla.
- La mayor parte del transporte de mercancías fue de minerales procedentes de los ricos recursos minerales de la región Evrykchou. Por lo tanto, el ferrocarril fue el fortalecedor de la Cyprus Mines Corporation (CMC), de capitales norteamricanos, que necesitaba exportar el cobre, pirita, cromo y asbesto.
- El desarrollo del ferrocarril creó nuevas posibilidades y materiales de construcción en la arquitectura de Chipre. Se esparció el uso del acero en la construcción a partir de su uso en los puentes.
- Otro impacto del FC fue la red de comunicaciones. La comunicación entre las estaciones a lo largo del ramal tuvieron forma de teléfono y telégrafo. También ha servido para la comunicación entre las comunidades de los alrededores. Las estaciones adquirieron una identidad diferente al actuar también como una oficina de correos. La Postal British Administration utiliza como red de distribución a los ferrocarriles mediante el pago de alrededor de £ 250 por mes.
- El CGR creó empleo para muchos chipriotas griegos y turcos, así como para ciudadanos finlandeses, holandeses y franceses, mientras que los británicos estaban en los puestos administrativos. En 1930, después de 25 años de creación, el número de personal empleado por la entidad llegó a 227 personas. Sin embargo, durante la crisis financiera de 1937, el número se redujo a 193 y a finales de 1940, se elevó a 234. Antes del cierre en 1951, había 352 personas trabajando en el FC.
- Sin lugar a dudas, hubo huelgas y protestas de los empleados o de la comunidad en la historia de los ferrocarriles. El primer paro se produjo en 1941 con el resultado de ocho encarcelamientos de los trabajadores. Hubo otras huelgas en 1944, 1946 y vinculados al cierre del ferrocarril en 1951. Por lo tanto, la CGR ha desempeñado un papel activo en el sindicalismo de Chipre.
- Otra función muy importante de los ferrocarriles era el transporte militar. Especialmente durante la Segunda Guerra Mundial, los británicos hicieron el despliegue y el apoyo logístico de todas las fuerzas estacionadas en el aeropuerto de Nicosia y en Xeros zonas de la vía férrea

## Cierre del ferrocarril

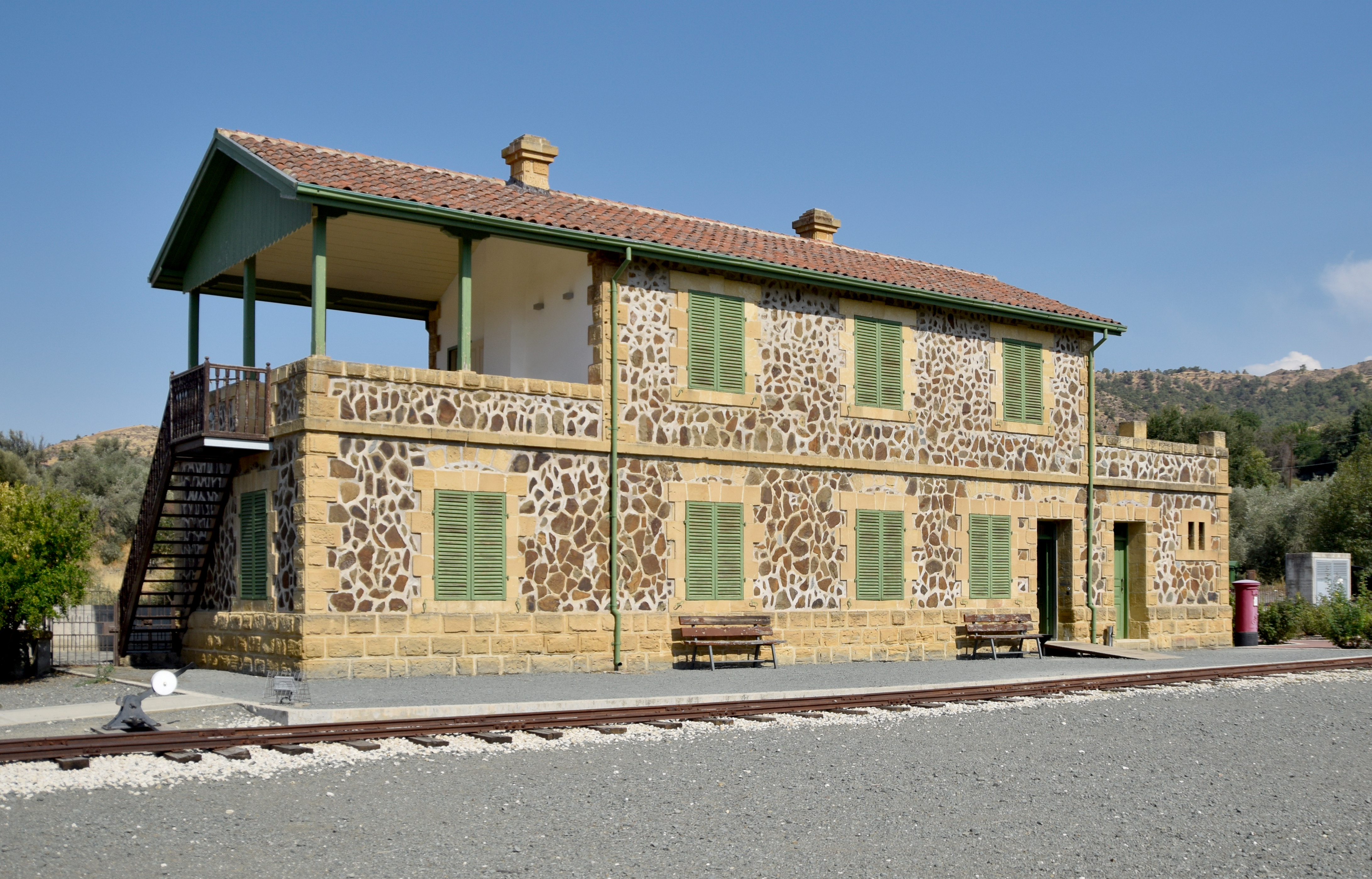
El Museo del Ferrocarril de Chipre en Evrychou

Debido a la falta de ganancias, en el año 1932 la estación terminal se colocó en Kalochorio (Lefkas), mientras que a partir de 1948, el CGR llegaba solo hasta Nicosia aeródromo. El equipo anticuado y la competencia desigual con la red vial llevaron al Gobierno a que la decisión de poner fin definitivamente al ferrocarril. El último tren partió de la estación de Nicosia a las 14:57 el 31 de diciembre de 1951 y llegó a Famagusta a las 16:38. El desmantelamiento se prolongó hasta marzo de 1953. Después de la subasta anunciada en la Cyprus Gazette, 10 de las 12 locomotoras, vías y parte del material rodante se vendieron a la empresa Meyer Newman & Co, por el precio de £ 65,626. 
La locomotora Nro 1 se conservó como recuerdo fuera de la estación de Famagusta. Algunos vagones fueron comprados por la población local, mientras que el equipo se distribuyó entre siete departamentos gubernamentales. Las estaciones fueron demolida o convertida en Comisarías (Angastina, Kokkini Trimithia) o del Departamento de Obras Públicas de almacenes (Famagusta, Nicosia); Estación Morphou se convirtió un almacén de granos, mientras que la Estación Evrychou funcionó como un centro sanitario, un refugio forestal y actualmente museo del CGR.
Durante los 46 años de operación, la línea transportó 7.348.643 pasajeros y 3.199.934 toneladas de carga.

## Características Técnicas
Trocha: 762 mm

Largo: 122 km

Velocidad promedio:40 km/h

Tipo de vías: vía estrecha para tren liviano, de 13,6 kg / m
Cantidad de líneas: 1

Combustible: leña y carbón hasta II GM. Durante la guerra se transformaron algunas máquinas a combustible líquido.

Empleados: 227 (1930) / 193 (1937) / 352 (1951).

Servicio telegráfico: si.

Ubicación de la dirección del ramal: Famagusta
Primera fase: Sector Famagusta - Nicosia: 
Distancia promedio entre estaciones: 3 km
Obras de arte: 51.
Costo: £87.396
Segunda fase: Sector Nicosia - Morphou: 
Distancia promedio entre estaciones: 4,8 km
Obras de arte: 34
Costo: £34.731
Tercera fase: Sector Morphou - Evrychou
Distancia promedio entre estaciones: 3 km.
Costo: 24.14 km

## Material rodante

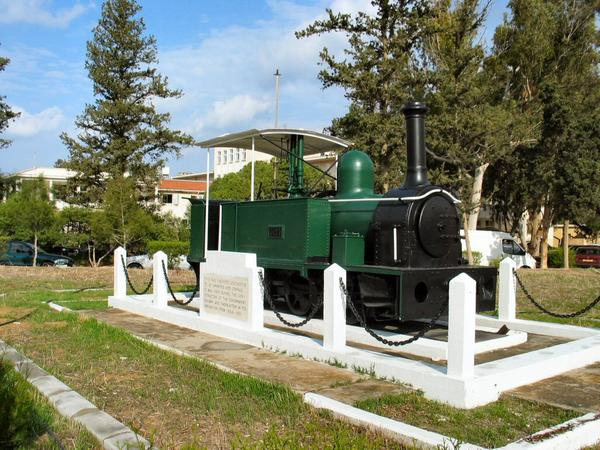
Locomotive No1 outside Famagusta Station.

### Locomotoras
Listado de las 12 locomotoras (excluye las operadas por la CMC:
- Nro 1 – 0-6-0T construida por Hunslet Engine Company
- Nros 11–12 – 4-4-0 construidas por Nasmyth Wilson and Company
- Nros 21–23 – 2-6-0 construidas por Nasmyth Wilson and Company
- Nros 31–32 – 2-6-2T construidas por Nasmyth Wilson and Company
- Nros 41–44 – 4-8-4T construidas por Kitson and Company

Solo se mantiene en la isla la Nro 1 que se encuentra expuesta frente a la antigua estación de Famagusta.

### Vagones
Listado de vagones:
- 6 construidos por D Wickham & Co
- 3 construidos por Drewry Car Co.

## Estaciones y paradas

### Sección portuaria
- Varosha, Famagusta
- Puerto de Famagusta

### Sección 1
- Varosha, Famagusta
- Parada English
- Parada Enkomi
- Desvío de cruce Styllos
- Estación Prastio
- Parada Gaidhouras
- Desvío de cruce Pyrga
- Desvío de cruce Yenagra
- Parada Vitsadha
- Desvío de cruce Marathovouno
- Estación Angastina
- Desvío de cruce Monastir
- Parada Exometochi
- Desvío de cruce Epikho
- Estación Trakhoni
- Parada Mia Milia
- Desvío de cruce Kaimakli
- Estación Nicosia

### Sección 2
- Estación Nicosia
- Parada Ayios Dhometios
- Parada  Nicosia Aerodrome
- Parada Gerolakkos
- Estación Kokkino Trimithia
- Desvío de cruce Dhenia
- Desvío de cruce Peristerona
- Desvío de cruce Katokopia
- Desvío de cruce Argaki
- Estación Morphou

### Sección 3
- Estación Morphou
- Parada Nikitas
- Parada Baraji
- Parada Gaziveran
- Desvío de cruce Pentageia
- Empalme Karyotis
- Estación Kalochorio (Lefkas)
- Parada Skouriotissa
- Parada Flasou
- Estación Evrychou

## Trazado
Se puede observar el trazado aproximado del CGR en archivos Kml en . Hay sectores que no se pudieron reproducir fielmente debido al borrado de los terraplenes y la falta de documentación. Esto es así principalmente en el tramo  Evrychou - Skouriotissa y en Famagusta.